# Maktum bin Rashid Al Maktum
El jeque Maktum bin Rashid Al Maktum (15 de agosto de 1943 - 4 de enero de 2006) fue Primer ministro de los Emiratos Árabes Unidos y emir de Dubái desde 1990 hasta 2005.
Fungió como primer ministro por primera vez entre el 9 de diciembre de 1971 y el 25 de abril de 1979, cuando fue reemplazado por su padre, el jeque Rashid bin Saed Al Maktum. Tras la muerte de este último el 7 de octubre de 1990, reasumió su posición como primer ministro y se convirtió a la vez en gobernante de Dubái.
El jeque Maktum administró el emirato de Dubái junto con sus hermanos, el jeque Mohammed (príncipe heredero y actual Ministro de Defensa) y el jeque Hamdan (ministro de Finanzas) de los Emiratos Árabes Unidos.
Al contrario que otras monarquías de la zona, la familia Maktum, con el fallecido jeque a la cabeza, decidió reinvertir los cresos beneficios del petróleo en la construcción de un futurista centro financiero en Dubái, en clara competencia con otros similares como Hong Kong o Singapur.
Tras su muerte asumió el Gobierno de Dubái su hermano pequeño, el jeque Mohammed bin Rashid Al Maktoum, sin que se esperaran grandes cambios. Este último se casó en el año 2004 con la princesa Haya Bint Al Husein, hermana del monarca jordano Abdalá II.
La federación permaneció como monarquía absoluta con el emir de Abu Dabi —el más grande de los siete Estados— jeque Jalifa bin Zayed Al Nahayan, como presidente, y el nuevo emir de Dubái como primer ministro.
El jeque Maktum murió la mañana del 4 de enero de 2006, sufriendo un ataque al corazón mientras se hospedaba en el Hotel Palazzo Versace en Gold Coast, Queensland, Australia.

## Títulos y tratamientos
Esta tabla aún no está actualizada. Puedes contribuir aportando información sobre títulos y tratamientos de esta persona.

## Ancestros
|  |                                          |  |  |  |  |  |  |  |  |  |  |  |  |  |  |  |
|  | 16. Jeque Hashar bin Maktum Al Maktum    |  |  |  |  |  |  |  |  |  |  |  |  |  |  |  |
|  |                                          |  |  |  |  |  |  |  |  |  |  |  |  |  |  |  |
|  |                                          |  |  |  |  |  |  |  |  |  |  |  |  |  |  |  |
|  | 8. Jeque Maktum bin Hashar Al Maktum     |  |  |  |  |  |  |  |  |  |  |  |  |  |  |  |
|  |                                          |  |  |  |  |  |  |  |  |  |  |  |  |  |  |  |
|  |                                          |  |  |  |  |  |  |  |  |  |  |  |  |  |  |  |
|  | 4. Jeque Said bin Maktum Al Maktum       |  |  |  |  |  |  |  |  |  |  |  |  |  |  |  |
|  |                                          |  |  |  |  |  |  |  |  |  |  |  |  |  |  |  |
|  |                                          |  |  |  |  |  |  |  |  |  |  |  |  |  |  |  |
|  | 2. Jeque Rashid bin Said Al Maktum       |  |  |  |  |  |  |  |  |  |  |  |  |  |  |  |
|  |                                          |  |  |  |  |  |  |  |  |  |  |  |  |  |  |  |
|  |                                          |  |  |  |  |  |  |  |  |  |  |  |  |  |  |  |
|  | 5. Jequesa Hassa bin Al Marr             |  |  |  |  |  |  |  |  |  |  |  |  |  |  |  |
|  |                                          |  |  |  |  |  |  |  |  |  |  |  |  |  |  |  |
|  |                                          |  |  |  |  |  |  |  |  |  |  |  |  |  |  |  |
|  | 1. Jeque Maktum bin Rashid Al Maktum     |  |  |  |  |  |  |  |  |  |  |  |  |  |  |  |
|  |                                          |  |  |  |  |  |  |  |  |  |  |  |  |  |  |  |
|  |                                          |  |  |  |  |  |  |  |  |  |  |  |  |  |  |  |
|  | 24. Jeque Jalifa bin Shakbut Al Nahayan  |  |  |  |  |  |  |  |  |  |  |  |  |  |  |  |
|  |                                          |  |  |  |  |  |  |  |  |  |  |  |  |  |  |  |
|  |                                          |  |  |  |  |  |  |  |  |  |  |  |  |  |  |  |
|  | 12. Jeque Zayed bin Khalifa Al Nahayan   |  |  |  |  |  |  |  |  |  |  |  |  |  |  |  |
|  |                                          |  |  |  |  |  |  |  |  |  |  |  |  |  |  |  |
|  |                                          |  |  |  |  |  |  |  |  |  |  |  |  |  |  |  |
|  | 6. Jeque Hamdan bin Zayed Al Nahayan     |  |  |  |  |  |  |  |  |  |  |  |  |  |  |  |
|  |                                          |  |  |  |  |  |  |  |  |  |  |  |  |  |  |  |
|  |                                          |  |  |  |  |  |  |  |  |  |  |  |  |  |  |  |
|  | 3. Jequesa Latifa bint Hamdan Al Nahayan |  |  |  |  |  |  |  |  |  |  |  |  |  |  |  |
|  |                                          |  |  |  |  |  |  |  |  |  |  |  |  |  |  |  |
|  |                                          |  |  |  |  |  |  |  |  |  |  |  |  |  |  |  |
|  | 28. Jeque Mejren                         |  |  |  |  |  |  |  |  |  |  |  |  |  |  |  |
|  |                                          |  |  |  |  |  |  |  |  |  |  |  |  |  |  |  |
|  |                                          |  |  |  |  |  |  |  |  |  |  |  |  |  |  |  |
|  | 14. Jeque Obaid bin Mejren               |  |  |  |  |  |  |  |  |  |  |  |  |  |  |  |
|  |                                          |  |  |  |  |  |  |  |  |  |  |  |  |  |  |  |
|  |                                          |  |  |  |  |  |  |  |  |  |  |  |  |  |  |  |
|  | 7. Jequesa Shamseh bint Obaid bin Mejren |  |  |  |  |  |  |  |  |  |  |  |  |  |  |  |
|  |                                          |  |  |  |  |  |  |  |  |  |  |  |  |  |  |  |
|  |                                          |  |  |  |  |  |  |  |  |  |  |  |  |  |  |  |